# Mount Hunt (Südgeorgien)
Mount Hunt ist ein Berg mit Doppelgipfel (516 und 518 m hoch) an der Nordküste Südgeorgiens. Er ragt ostnordöstlich des Fusilier Mountain und westlich des Mount Skittle auf.
Das UK Antarctic Place-Names Committee benannte ihn 2015 nach Rex Masterman Hunt (1926–2012), Gouverneur der Falklandinseln von 1980 bis 1982, dessen Hubschraubern des Typs Westland Wasp bei seinem Besuch Südgeorgiens im Frühjahr 1982 nach dem Start von der Endurance am Ufer der südlich des Bergs benachbarten Saint Andrews Bay eine Bruchlandung erlitten hatte.